# Пирамида Кукулкан
Пирамида Кукулкан представља једну од многобројних мајанских рушевина у данас мртвом граду Чичен Ици у Мексику које датирају из седмог и осмог века. Ова пирамида другачије се зове и Ел Кастиљо и археолози је још истражују.
На врху пирамиде Ел Кастиљо, на 60 метара висине, још се налазе остаци храма који личи на тврђаву. По томе је овај споменик старих Маја добио име (кастиља на шпанском значи тврђава). Пирамида има девет степенасто поређаних спратова. Четири степеништа од по деведесет један степеник омогућавају приступ храма са сваке стране. Укупно, дакле, има 364 степеника, којима још треба додати један да би се дошло до горње платформе. Тих 365 степеника предстаља 365 дана у години. Ту су пронађене и астрономске опсерваторије, а познато је да су Маје биле врло добро упућене у небеске појаве. Научници истражују културу Маја, али споро напредују, јер није још ни њихово сликовито писмо одгонетнуто.

## Занимљивост
Кукулкан је био бог знања, и сваке године он је долазио на краткодневницу, давајући знање Мајама све до дугодневнице. На дугодневницу он је ишао назад у свој свет. „Доказ“ за те приче јесте на храму. Сваке краткодневнице сенка степеница се спушта на храм (долазак Кукулкана), а на дугодневницу обрнуто (одлазак Кукулкана).